# Johan Ferrier Fonds
Het Johan Ferrier Fonds is een in Nederland gevestigde organisatie die zich richt op het ondersteunen van culturele en maatschappelijke initiatieven in Suriname. Het fonds is opgericht door Joan Ferrier, dochter van politicus Johan Ferrier.
Het fonds is officieel gepresenteerd in september 2009 ter ondersteuning van het gedachtegoed van Johan Ferrier, de eerste president van Suriname. Hij heeft de oprichting zelf nog meegemaakt en was ook aanwezig bij de oprichting. In het laatste jaar van zijn leven was hij tevens beschermheer van het fonds.
Het Johan Ferrier Fonds ondersteunt initiatieven in Suriname die zich op maatschappijopbouw en cultuur richten. Het fonds richt zich op concrete en praktische inzet van kleinschalige projecten met een eenmalige bijdrage van maximaal €3.000. Er moet sprake zijn van een eigen inzet en het project mag geen politieke relatie hebben.
Het Johan Ferrier Fonds heeft projecten ondersteund zoals een muziekschool in Paramaribo, een het Diitabiki Museum Fositen Gudu in Drietabbetje, een zonne-energieschool in Langetabbetje een luisterverhalenproject van Saga Interproject het Pikin Poku Festival en samen met de Nederlandse ambassade een tentoonstelling in het Saamaka Marron Museum. In 2014 werd door het Oranje Fonds €300.000 gedoneerd over een periode van 5 jaar voor projecten met betrekking tot de emancipatie. Het fonds organiseert daarnaast jaarlijks de Johan Ferrier Lezing.
Dave Ensberg-Kleijkers was eerst voorzitter en daarna vicevoorzitter. Hij werd in ieder geval vóór 2014 opgevolgd door Kathleen Ferrier. Het bestuur bestaat anno 2022 verder uit Ingelise de Jongste, Michel Mulder, Stan Verrest en Jan Timmermans.
Het fonds wordt ondersteund door een aantal ambassadeurs, zoals Boris Dittrich, Jörgen Raymann, Andrée van Es, John Leerdam, Cynthia McLeod, Humberto Tan, Xandra Vas en Naomi Sedney.
Het Johan Ferrier Fonds wordt door het CBF erkend met het CBF-Keur.